# Співочі тераси
«Співочі тераси» (Терасний сад Харитоненків) — амфітеатр просто неба в Городнєму, Богодухівський район, Харківська область. Незвичайна споруда знаходиться на схилі між селищем і ставком. Використовувалася як фруктовий сад до 2021 року, зараз використовується як місце для концертів. Має статус пам'ятки архітектури та містобудування місцевого значення № 7630-Ха.

## Опис
Співочі тераси побудовані наприкінці ХІХ — на початку XX століття на замовлення багатого власника цукрових заводів, мецената Павла Харитоненка. Споруда збудована для захисту від зсувів ґрунту та вирощування на терасах екзотичних рослин. Вони були пристосовані навіть для вирощування південних плодових дерев, а через свою форму та висоту, рослини отримували світло увесь день.
Амфітеатр являє собою 5 напівкруглих терас. Їхні права та ліва частини розділені сходами, що не вціліли. Стіни зроблені з цегли та каміння, укріплені зсередини глиняними брилами. Крізь стіни проведено вентиляційні трубки.
Із самого верху терас відкривається вигляд на ліс та ставок. Поруч є джерело — гідрологічна пам'ятка природи місцевого значення.

## Акустичний ефект
Тераси виконують не лише садову функцію, а ще й акустичну. Через дугоподібну форму створюється незвичайний ефект: звук посилюється у кілька разів, його чути з усіх сторін. Зверху можна почути звичайну розмову, не прислухаючись. Ця особливість використовувалась і використовується для концертів.

## Сучасність
У Городнєму з 2015 року проходить Етнофестиваль «Співочі тераси». Тут відбувалися концерти відомих людей, збираються художники, музиканти, театри київських та харківських навчальних закладів. У 2021 році створено 3D-модель місцевості.
У серпні 2021 року вирубано всі яблуні на терасах, побудовано невелику сцену, зону відпочинку та дерев'яні сходи на схил амфітеатру. Зараз пам'ятка знаходиться у поганому стані, зруйнована частина стін, руйнується цегла.

## Галерея

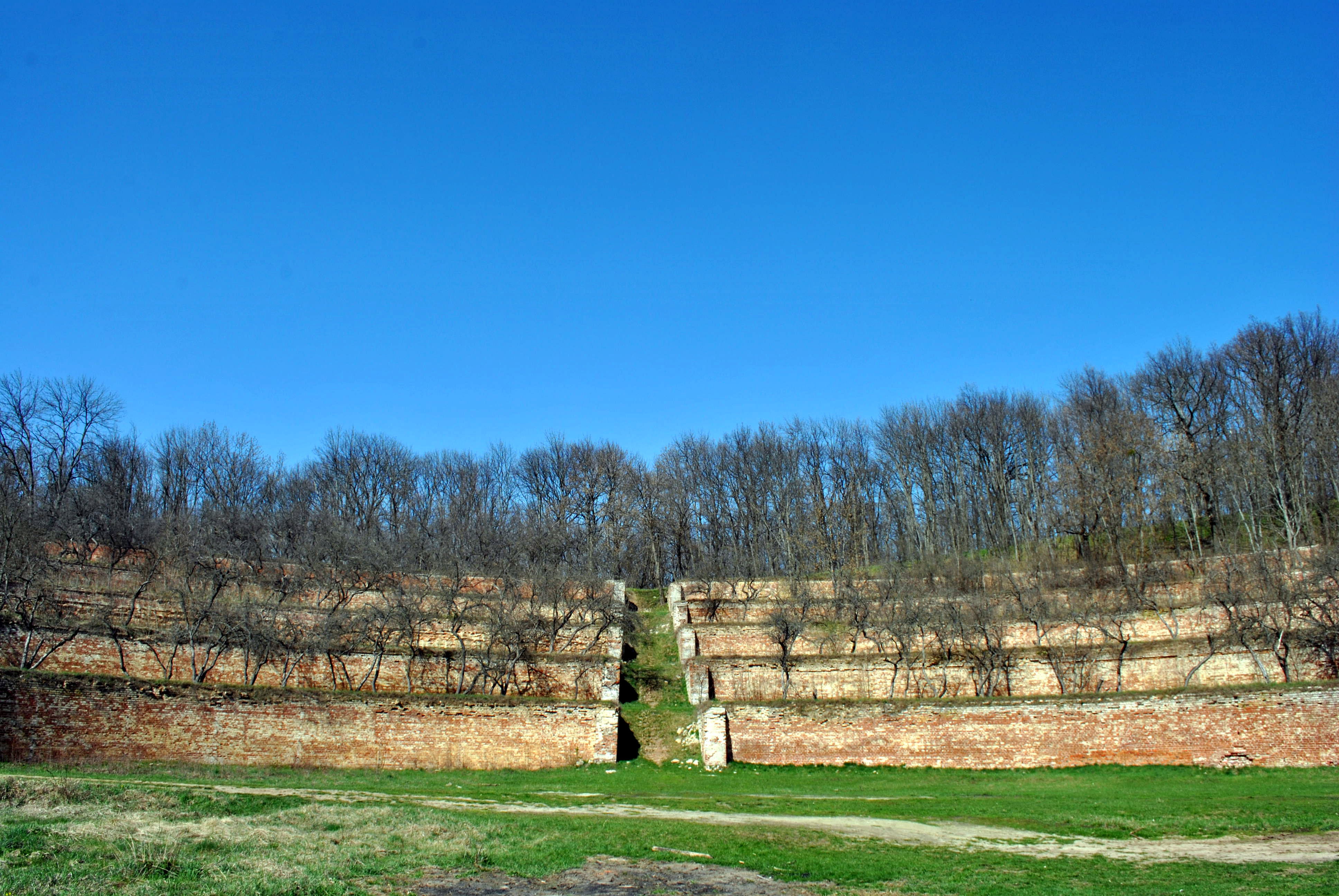
Тераси з яблунями (2016)
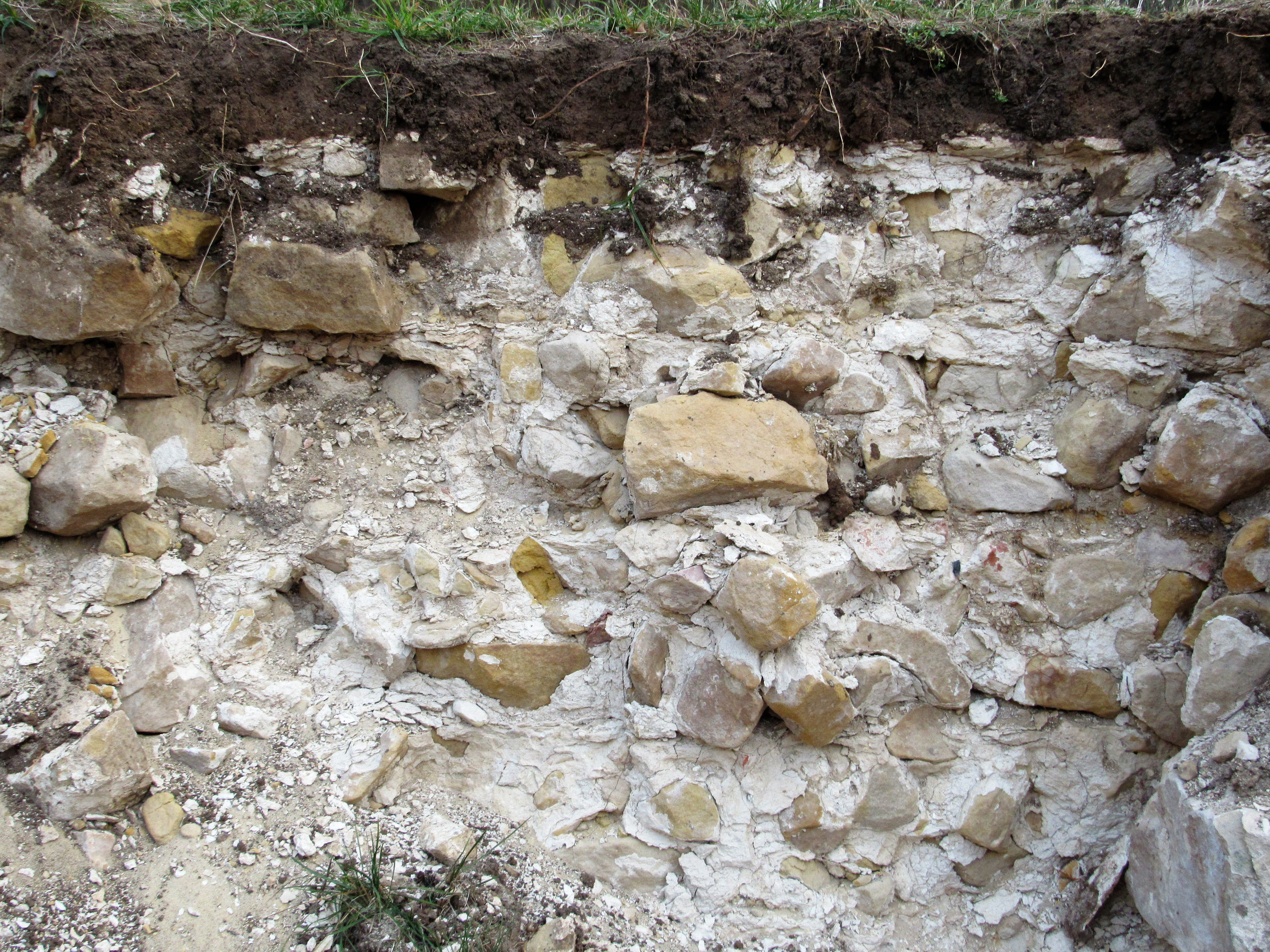
Стара цегла (2021)
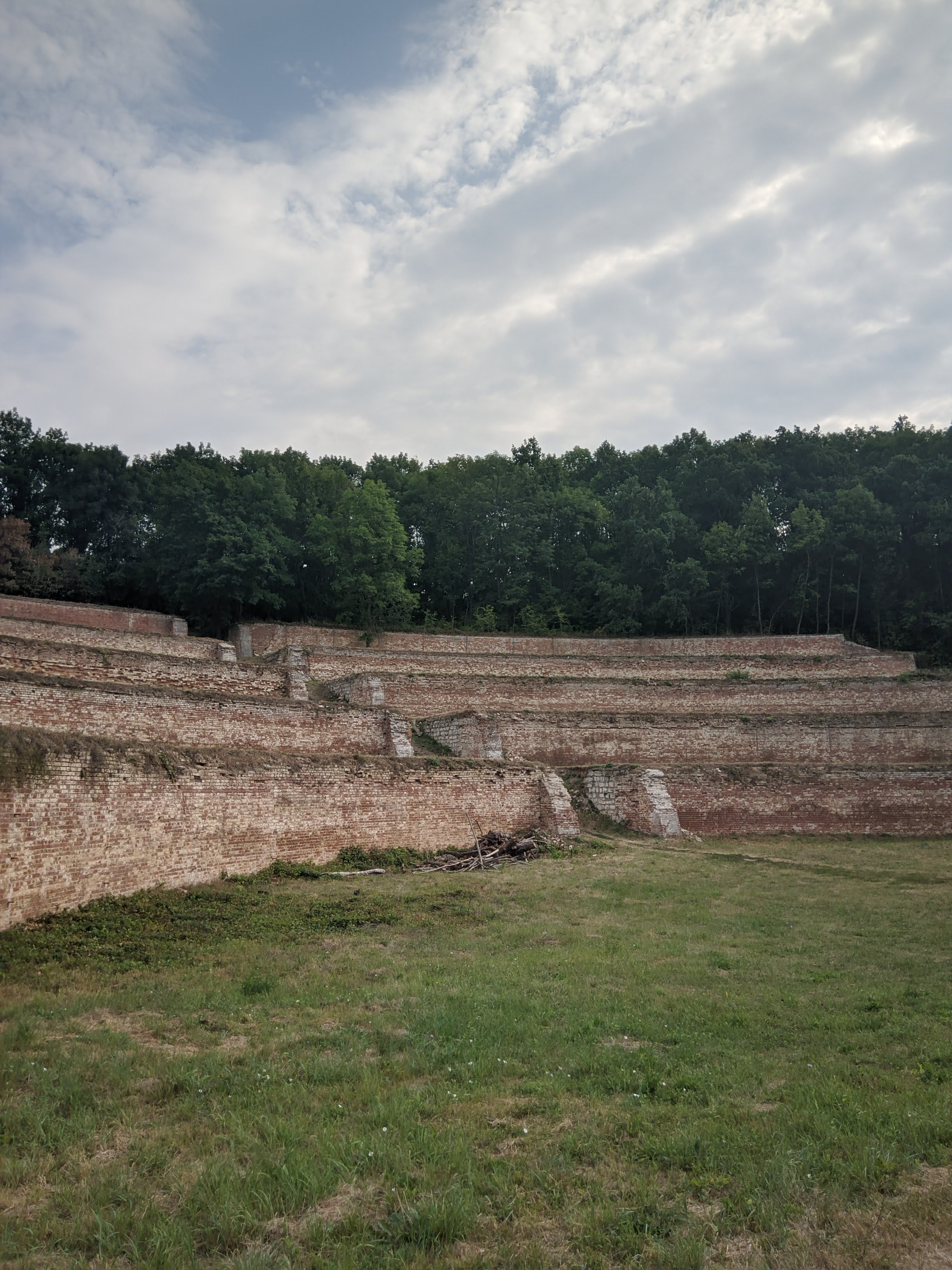
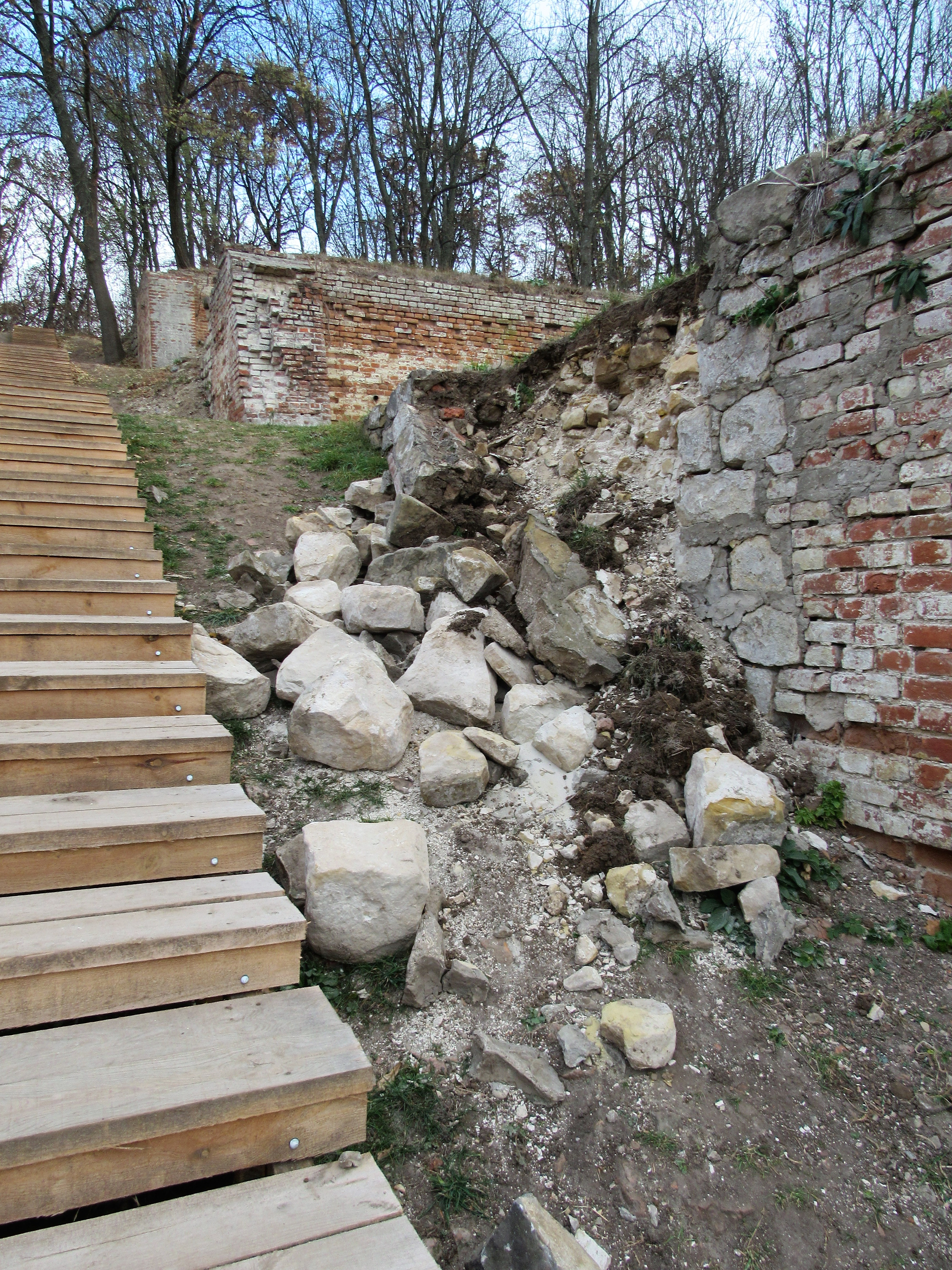
Зруйнована частина однієї з стін
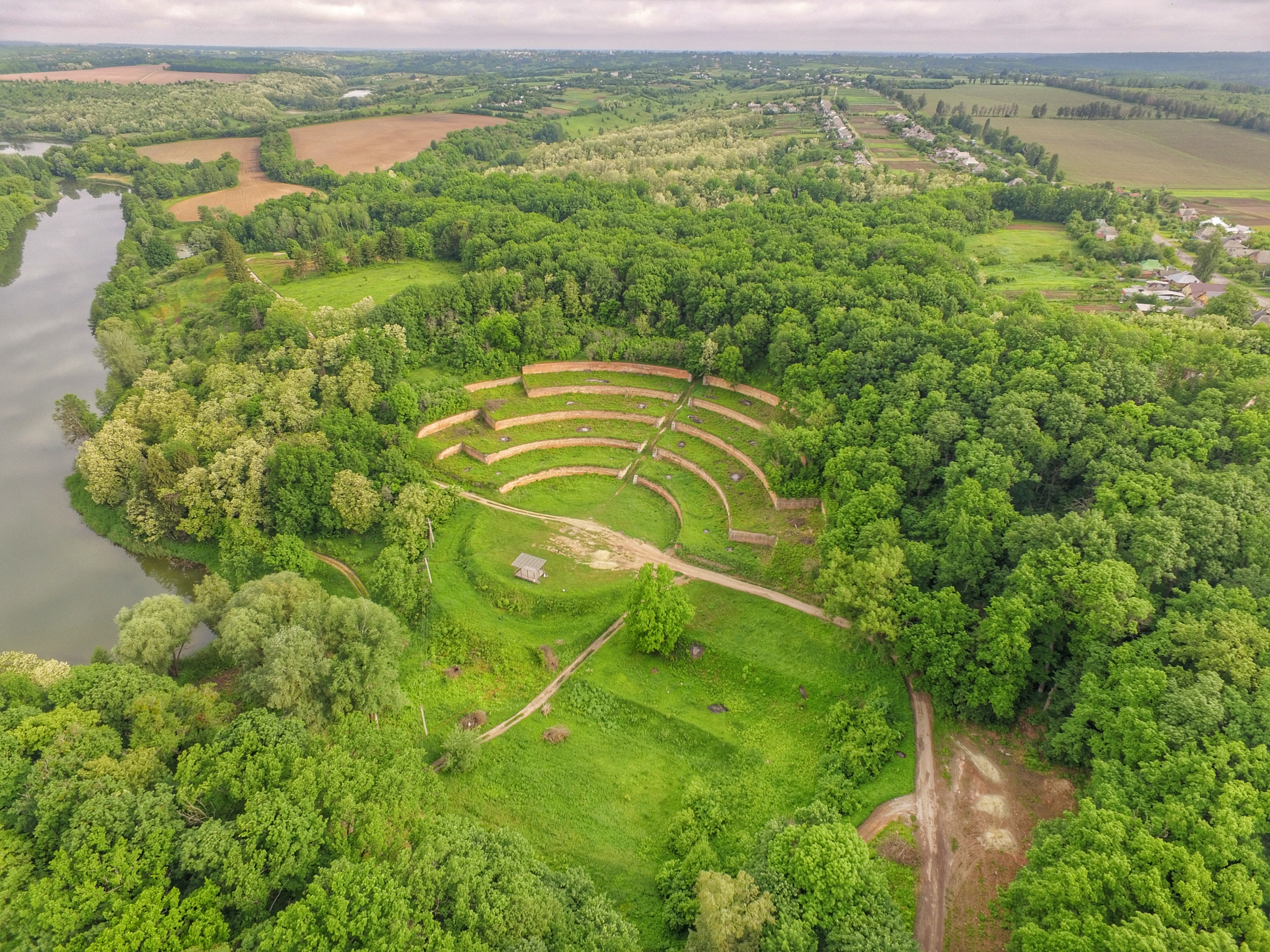
Співочі тераси з неба
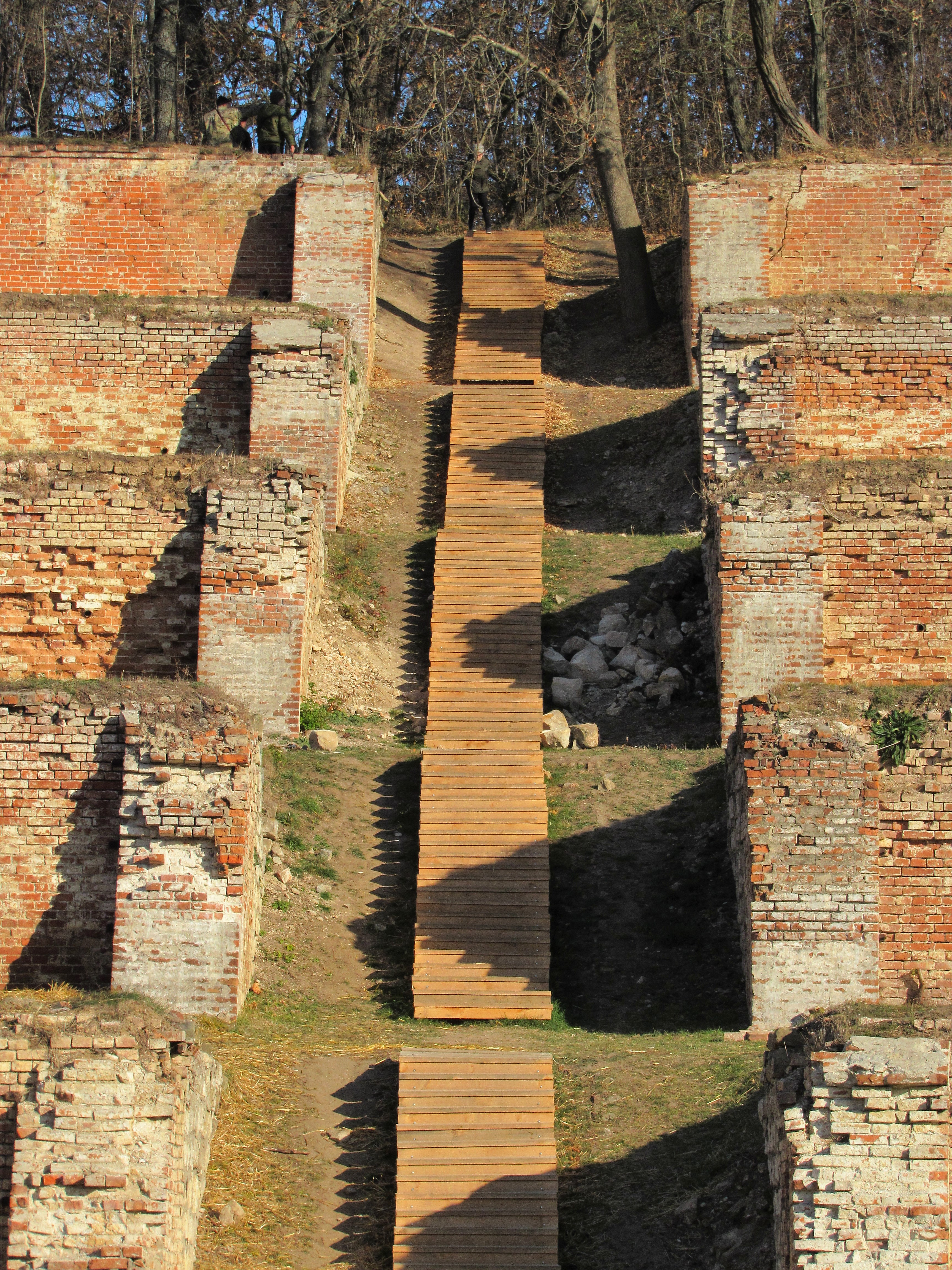
Сходи, побудовані у серпні 2021 року
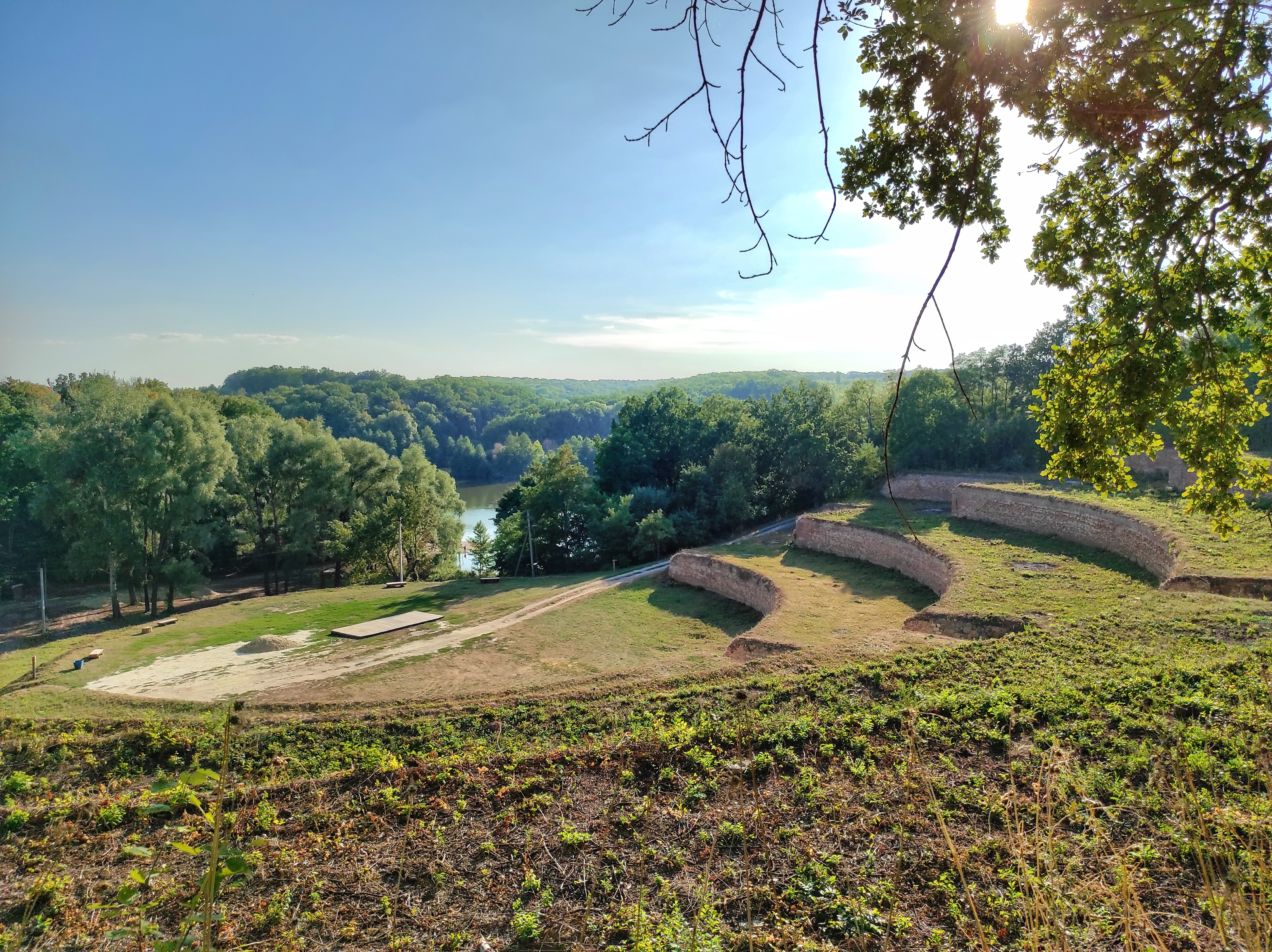
Вигляд згори